# Daşca
Daşca è un comune dell'Azerbaigian situato nel distretto di Qəbələ. Conta una popolazione di 747 abitanti.